# Vejsovský rybník
Vejsovský rybník, též Vejsovák, je chovný rybník nacházející se v obci Chocenice, asi 3 km jižně od Blovic. V letních dnech ho obyvatelé obce a okolí využívají ke koupání, každoročně je zde konán výlov. Nad rybníkem se na sále nachází barokní sýpka „špejchar“ ze 17. století. Rybník Vejsovák je významným místem pro ornitology, jelikož je bohatý na výskyt zajímavého vodního ptactva. V květnu roku 2015 se zde dokonce vyskytl bahňák – tenkozobec opačný. Jedná se o vůbec druhý výskyt tohoto ptáka v Plzeňském kraji od 50. let 20. století. Kolem rybníka vede cyklostezka a u rybníka byl postaven moderní cyklopoint (odpočinkové místo), které je součástí naučné stezky „Z Chocenic na Velkou skálu u Bzí“.

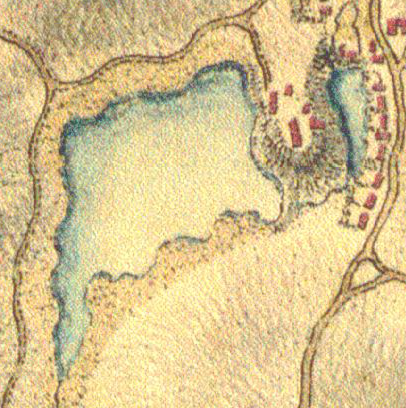
Rybník Vejsovák na mapě 1. vojenského mapování z roku 1750